# Discodeles malukuna
Discodeles malukuna là một loài ếch thuộc họ Ranidae.
Đây là loài đặc hữu của quần đảo Solomon.
Môi trường sống tự nhiên của chúng là vùng núi ẩm nhiệt đới hoặc cận nhiệt đới.